# La cesta
La cesta es una película española de comedia estrenada en 1965 de Jaime García-Herranz, dirigida por Rafael J. Salvia y protagonizada en los papeles principales por Antonio Garisa, Ana Esmeralda y Francisco Camoiras, entre otros.Rodada en Mora de Rubielos, de donde es su guionista, con inspiración clara de algunos personajes, como el histórico Crescencio, interpretado por Francisco Camoiras, o el propio nombre de la villa, en la película Moral del Río .

## Sinopsis
La congregación de clavarios de la iglesia de San Roque de un pequeño pueblo llamado Moral del Río quiere recaudar fondos para costear las fiestas en honor de su patrón y para ello deciden rifar una cesta que, además de los típicos productos de la misma, incluya varios décimos de lotería.
Por descuido en lugar de comprar los décimos para el sorteo del Niño, los adquieren para el sorteo de Navidad, dándose la circunstancia de que antes de sortearse la cesta ya han sido agraciados los décimos de la cesta con el Gordo de Navidad por un premio total de treinta y siete millones quinientas mil pesetas.
Don Carmelo, el rico y avaro capitoste del pueblo intentará, por todos los medios, conseguir la totalidad de los boletos de la rifa de la cesta para que sea para él el premio de la lotería.

## Reparto
| - Antonio Garisa como Don Carmelo - Ana Esmeralda como Teresa - Francisco Camoiras como Crescencio - Lina Morgan como Lolín - Perla Cristal como Elvira - Antonio Giménez Escribano como Don Tomás - Rafael Durán como Don Carlos - Antonio Vico como Mellao - Julia Caba Alba como Petra - Jorge Vico como Ramón Escribano - Charo del Río como Vendedora rubia - Paquito Cano como Luis | - Gabriel Llopart como Emilio - José Sepúlveda como Pascual - Esperanza Grases como Josefa - Beni Deus como Ramón - un matón - Ángela Rhu como Chica que baila rock - José Alfayate como Cura - Aníbal Vela hijo como Miembro de la comisión - Joaquín Bergía como Jugador de dominó - Roberto Samsó como Miembro de la comisión - Rosario Royo como Tía Dolores - José Luis Zalde como Pregonero - Rafael Hernández como Sargento policía |